# 1946 aux échecs
| Années des échecs : 1943 - 1944 - 1945 - 1946 - 1947 - 1948 - 1949    |
| Décennies des échecs : 1910 - 1920 - 1930 - 1940 - 1950 - 1960 - 1970 |

Cet article présente les faits marquants de l'année 1946 aux échecs.

## Événements majeurs
Le champion du monde Alexandre Alekhine meurt le 24 mars 1946 à Estoril au Portugal.

## Championnats nationaux
- Argentine : Julio Bolbochán remporte le championnat[1],[2]. Chez les femmes, pas de championnat.
- Autriche : Pas de championnat[3], ni de tournoi féminin[4].
- Belgique : Albéric O’Kelly  remporte le championnat[5]. Chez les femmes, pas de championnat[6].
- Brésil : Le championnat n’a pas lieu[7].
- Canada : John Belson  remporte le championnat[8].
- Écosse : William Fairhurst remporte le championnat[9].
- Espagne : Arturo Pomar remporte le championnat [10].
- États-Unis : Arnold Denker remporte le championnat au mois de mai, et un nouveau championnat organisé en octobre-novembre voit la victoire de Sammy Reshevsky[Note 1],[11]. Chez les femmes, Mona May Karff s’impose[12].
- Finlande: Eero Böök remporte le championnat[13].
- France : Maurice Raizman remporte le championnat [14]. Chez les femmes, pas de championnat[15].

- Pays-Bas : Fenny Heemskerk remporte le championnat[16]. Pas de championnat masculin cette année.
- Pologne : David Silwa remporte le championnat[17].
- Royaume-Uni : Robert Combe remporte le championnat[18].

- Suisse : Ernst Strehle remporte le championnat [19]. Chez les dames, c’est Mathilde Laeuger-Gasser  qui remporte la première édition du championnat féminin[20].
- RSS d'Ukraine : Anatoli Bannik remporte le championnat[21],[22], dans le cadre de l’U.R.S.S.. Chez les femmes, Berta Vaisberg s’impose[23].
- RFP Yougoslavie : Petar Trifunović remporte le championnat[24],[25].

## Divers
- Le championnat de Roumanie d'échecs devient annuel à partir de cette date. Il était auparavant organisé de manière irrégulière.

## Naissances
- Aleksandr Dronov, champion du monde par correspondance
- Jan Smejkal

## Nécrologie
- En 1946 : Paul Rinne (en)
- 4 janvier : Hans Duhm (en)
- 24 mars : Alexandre Alekhine
- 25 mars : Nellie Showalter (en)
- 14 avril : Sergueï Freymann
- 12 juin : Gerard Kerlin (en)
- 9 août : Jan F. Esser (en)
- 10 décembre : Károly Sterk (en)